# Forza Nuova
Forza Nuova (FN) är ett nyfascistiskt italienskt politiskt parti, grundat av Roberto Fiore den 29 september 1997. Partiet är anhängare av den nyfascistiska idéströmningen tredje positionen som motsätter sig både kommunism och liberalism och eftersträvar ett fascistiskt Europa.
Inför Europaparlamentsvalet 2004 ingick Forza Nuova i koalitionen Alternativa Sociale som bildades av Alessandra Mussolini. Koalitionen upplöstes 2006. 